# Circuito di Sugo
Il circuito di Sugo (Sportsland SUGO (スポーツランドSUGO?)) è un circuito giapponese di proprietà della Yamaha aperto nel 1975, dove dal 1988 al 2003 ha corso il Campionato mondiale Superbike.
Il suo nome completo è "Sportsland SUGO" (è gestito dalla società Sugo Co., Ltd.) ed è situato nella città di Murata, nella prefettura di Miyagi, nordest del Giappone. Copre un'area di 2.100.000 m² (nello stesso sito si trova il Kunugi Mountain Lodge) ed è uno dei principali autodromi polifunzionali con tracciati specifici per auto e moto stradali, motocross, trial e kart.

## Il tracciato
Adagiato su una collina, il circuito presenta marcate variazioni altimetriche. Il traguardo è posto nella zona alta, su un rettilineo in lieve discesa e il tracciato scende lievemente fino alla quarta curva (denominata semplicemente 4th Corner) per poi risalire fino alla Hi-Point corner, il punto più elevato. Da qui in poi il tracciato è in forte discesa, con il punto più veloce prima della difficile frenata della curva Horseback, fino a raggiungere il punto più basso, posto in prossimità del centro della curva 110R. Da questo punto la pista presenta una ripidissima salita che riporta sul rettilineo del traguardo. Proprio nel punto appena citato è presente una stretta chicane destra-sinistra-destra che viene impiegata per le competizioni motociclistiche.

## Appuntamenti
Annualmente il circuito ospita gare dei seguenti campionati:
- Super GT
- D1 Grand Prix (sulla pista dei kart)
- Formula Nippon
- MFJ Superbikes All Japan Road Race Championship
- Motocross World Championship
- Super Taikyu